# Styl charakteru
Styl charakteru (ujęcie psychoanalityczno-rozwojowe) – zespół zachowań opartych na wewnętrznych, głęboko zakodowanych w procesie rozwoju psychoseksualnego zdaniach skryptowych będących efektem fiksacji. Stephen M. Johnson wyróżnił kilka stylów charakteru, odpowiadających w przybliżeniu nazewniczo zaburzeniom osobowości, jednak niestanowiących kategorii chorobowej ani nawet neurotycznej (nerwicowej).
Można wyróżnić następujące okresy rozwoju i odpowiadające im charaktery (po średniku odpowiednie fazy według klasycznej psychoanalizy):
- okres przywiązania - więzi:
  - charakter schizoidalny (bezpieczeństwo); zobacz też: faza autyzmu, osobowość schizoidalna;
  - charakter oralny (potrzeby); zobacz: faza oralna;
- okres rozwoju self – inni:
  - charakter symbiotyczny (granice self);
  - charakter narcystyczny (poczucie własnej wartości, zobacz też: narcyzm);
  - charakter masochistyczny (wolność); zobacz: faza analna, charakter analny;
- okres rozwoju self w systemie:
  - charakter edypalny (miłość – seks); zobacz: faza falliczna.

Osoby, które nie rozwiązały konstruktywnie konfliktów poszczególnych faz rozwoju, kodują w psychice i w budowie ciała pewne samoograniczające skrypty myślowe. W efekcie w dorosłym życiu kierują się pewnymi schematami myślowymi i emocjonalnym (pojedynczymi lub kilkoma jednocześnie), które poprzez podświadomość wpływają na zachowania, nie dezorganizując jednak funkcjonowania, jak dzieje się to w przypadku nerwicy. Pewne cechy osobowości odnajdywane są także w budowie ciała tych osób.
Koncepcja stylów charakteru opiera się na psychologii psychoanalityczno-rozwojowej.

## Kontinuum strukturalno-rozwojowe a diagnozaDSM-IV
styl charakteru ..... nerwica (charakteru) ..... zaburzenie osobowości (charakteru)
- schizoidalnemu odpowiadają zaburzenia schizoidalne, schizotypowe, psychozy funkcjonalne i nerwica unikowa;
- oralnemu odpowiada osobowość zależna;
- symbiotycznemu odpowiadają osobowość borderline i osobowość zależna;
- narcystycznemu odpowiada osobowość narcystyczna;
- masochistycznemu odpowiada samoniszcząca (brak w DSM-IV);
- edypalnemu odpowiadają zaburzenia obsesyjno-kompulsyjne, osobowość histrioniczna i mieszana.